# Angelika Hoerle

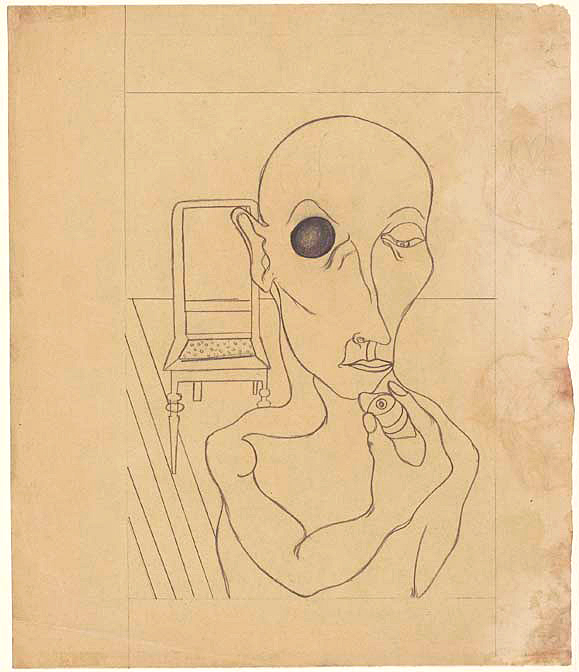
Dessin d'Angelika Hoerle, 1921

Angelika Hoerle (née Angelika Fick le 20 novembre 1899 à Cologne, morte le 9 septembre 1923 dans la même ville) est une peintre allemande, membre fondateur du groupe d'artistes « Stupid » de Cologne, et cofondatrice d'une maison d'édition dadaiste.

## Biographie
Née à Cologne, Angelika Hoerle a trois frères et sœurs. Elle fut autodidacte, car, à l'époque, les écoles d'art n'admettaient pas les filles. Elle se marie en 1919 avec Heinrich Hoerle, et a été avec lui une des figures clés du dadaïsme à Cologne.

## Expositions
Exposition personnelle :
Art Gallery of Ontario (le Musée des beaux-arts de l'Ontario) à Toronto, 2009, "Angelina Hoerle the comet of Cologne Dada".